# Karl Larsson (svensk konstnär)
Karl Ola Martin Larsson, född 2 april 1977 i Kristianstad, är en svensk konstnär och poet som bor i Vinslöv . Han arbetar främst med konceptuella skulpturer och installationer. Larssons konstnärskap har ofta beskrivits som redaktionell och litterär, men med ett fokus på rumsliga erfarenheter. "Mitt ateljéarbete, om man kan kalla det så, består av att läsa och skriva.", sa Larsson i en intervju 2012.
Han har  haft separatutställningar på bland annat 1857, Oslo (2017); Galerie Nordenhake, Stockholm; Shanaynay, Paris (2016); Portland Institute for Contemporary Art, Portland (2015); Hamburger Kunstverein, Hamburg (2014); Castillo/Corrales, Paris (2013); Signal, Malmö (2012); CAC, Vilnius; och Corner College, Zürich (2011), Index, Stockholm och Neuer Aachener Kunstverein, Aachen, (2010). Han deltog 2010 i Modernautställningen på Moderna Museet i Stockholm.
Larsson har publicerat fem diktsamlingar: Form/Force (OEI Editör 2007), Nightsong (OEI Editör 2009), Parrot (Paraguay Press 2010), Poetical Assumption (Torpedo / JvE 2012) och Consensus (the Room) (Paraguay Press 2012).  Debutboken Form/Force översattes till tyska och publicerades av Walther König Verlag 2013. Den engelska översättningen gavs ut av Black Square Press 2013.
Larssons verk finns bland annat på Stockholms sjukhem och Moderna museet.
Larsson är utbildad vid Konstfack i Stockholm (2000–2005).